# Le Tiroir à cheveux
Le Tiroir à cheveux est un roman d'Emmanuelle Pagano publié en août 2005 chez P.O.L. Il a reçu le prix TSR du roman 2005.

## Éditions
- Le Tiroir à cheveux, P.O.L, 2005, 144 p.  (ISBN 2-84682-084-8)
- (es) El Cajon de los pelos, éd. Lengua de Trapo, 2006, 133 p.  (ISBN 9788496080805)
- (de) Die Haarschublade, éd. Wagenbach Klaus Gmbh, 2009, 132 p.  (ISBN 9783803132246)